# استلا زازورکووا
استلا زازوُرکووا (مجاری: Stella Zázvorková؛ ‏ ۲۲ آوریل ۱۹۲۲ – ۱۸ مهٔ ۲۰۰۵) بازیگر اهل جمهوری چک بود. او با بازیگر مشهور چک، میلوش کوپکی ازدواج کرد. تنها دختر زازورکووا، یانا، در سن ۱۵ سالگی درگذشت.
از فیلم‌ها یا برنامه‌های تلویزیونی که وی در آن نقش داشته است، می‌توان به کلیا اشاره کرد.